# KNSB Cup ploegen (marathonschaatsen) 2024/2025
De KNSB Cup (marathonschaatsen) 2024/2025 is het jaarlijks terugkerende ploegenklassement over de gehouden Marathon Cup wedstrijden in Nederland. Het is de tweeëntwintigste keer dat de KNSB Cup wordt uitgereikt. Dit seizoen was de start weer op de traditionele wijze geopend op de Jaap Edenbaan in Amsterdam tijdens de Jaap Eden Trofee, nadat vorig seizoen de start was op Kardinge in Groningen door de verbouwing van de Jaap Edenbaan. De finale zou dit jaar zijn op Kardinge in Groningen. De officiële naam van de KNSB Cup dit marathonseizoen is de Daikin Cup vernoemd naar de hoofdsponsor Daikin.
Hieronder is een overzicht van de winnaars van de marathon cup's en een overzicht van het eindklassement.
| Divisie             | Eerste | Tweede | Derde |
| ------------------- | ------ | ------ | ----- |
| Top-divisie mannen  |        |        |       |
| Top-divisie vrouwen |        |        |       |
| Beloften mannen     |        |        |       |
| Beloften vrouwen    |        |        |       |

## Eindklassementen
Top-divisie mannen
| Algemene stand | Algemene stand | Algemene stand |
| Nr.            | Ploeg          | Punten         |
| -------------- | -------------- | -------------- |
| 1              |                |                |
| 2              |                |                |
| 3              |                |                |
| 4              |                |                |
| 5              |                |                |
| 6              |                |                |
| 7              |                |                |
| 8              |                |                |
| 9              |                |                |
| 10             |                |                |

Top-divisie vrouwen
| Algemene stand | Algemene stand | Algemene stand |
| Nr.            | Ploeg          | Punten         |
| -------------- | -------------- | -------------- |
| 1              |                |                |
| 2              |                |                |
| 3              |                |                |
| 4              |                |                |
| 5              |                |                |
| 6              |                |                |
| 7              |                |                |
| 8              |                |                |
| 9              |                |                |
| 10             |                |                |

Beloften mannen
| Algemene stand | Algemene stand | Algemene stand |
| Nr.            | Ploeg          | Punten         |
| -------------- | -------------- | -------------- |
| 1              |                |                |
| 2              |                |                |
| 3              |                |                |
| 4              |                |                |
| 5              |                |                |
| 6              |                |                |
| 7              |                |                |
| 8              |                |                |
| 9              |                |                |
| 10             |                |                |

Beloften vrouwen
| Algemene stand | Algemene stand | Algemene stand |
| Nr.            | Ploeg          | Punten         |
| -------------- | -------------- | -------------- |
| 1              |                |                |
| 2              |                |                |
| 3              |                |                |
| 4              |                |                |
| 5              |                |                |
| 6              |                |                |
| 7              |                |                |
| 8              |                |                |
| 9              |                |                |
| 10             |                |                |

Marathon Cup 1 · 
Marathon Cup 2 · 
Marathon Cup 3 ·
Marathon Cup 4 · 
Marathon Cup 5 · 
Marathon Cup 6 · 
Marathon Cup 7 · 
Marathon Cup 8 · 
De Vier van Noord-Holland 1 · 
De Vier van Noord-Holland 2 · 
De Vier van Noord-Holland 3 · 
De Vier van Noord-Holland 4 · 
Marathon Cup 9 · 
NK kunstijs · 
Marathon Cup 10 · 
Marathon Cup 11 · 
Marathon Cup 12 · 
Marathon Cup 13 · 
Grand Prix 1 · 
Open NK natuurijs · 
Grand Prix 2 · 
Grand Prix 3 · Marathon Cup 14 · 
Marathon Cup 15 · 
Grand Prix 4 · 
Grand Prix 5 · 
Grand Prix 6 ·  
Marathon Cup 16  · 
Klassementen: KNSB Cup ·
Jongeren · 
Ploegen ·
Grand Prix ·
Club-assistent Brabantcup ·
De Vier van Noord-Holland
Lijst van schaatsmarathonrijders 2024/2025
1996/1997 ·
1997/1998 ·
1998/1998-2003/2004 · 
2004/2005 ·
2005/2006 ·
2006/2007 ·
2007/2008 ·
2008/2009 ·
2009/2010 ·
2010/2011 ·
2011/2012 ·
2012/2013 ·
2013/2014 ·
2014/2015 ·
2015/2016 ·
2016/2017 ·
2017/2018 ·
2018/2019 ·
2019/2020 ·
2020/2021 ·
2021/2022 ·
2022/2023 ·
2023/2024 ·
2024/2025